# Гартамп (річка)
Гартамп (фр. Gartempe) — річка на південному заході Франції, ліва притока річки Крез. Протікає через регіони Нова Аквітанія та Центр — Долина Луари. Довжина 204,6 км, площа водозбірного басейну — 3922 км. Середня витрата води у гирлі 38 м³/сек. Гартамп — найбільша з приток річки Крез.

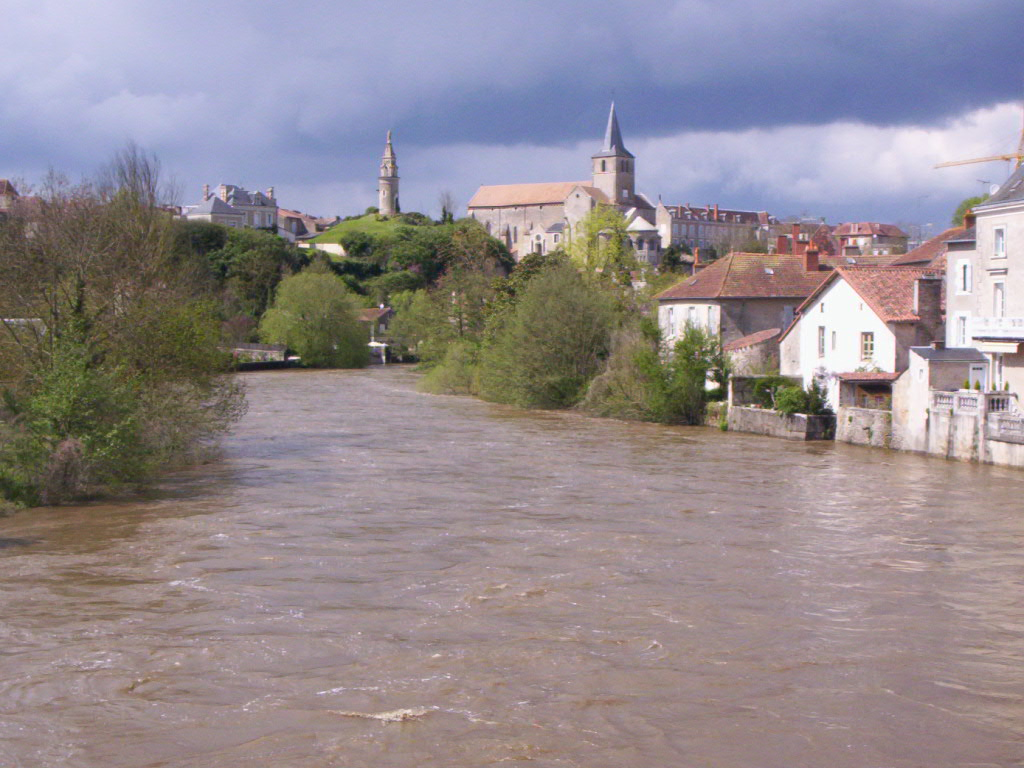
Гартамп у місті Монморійон

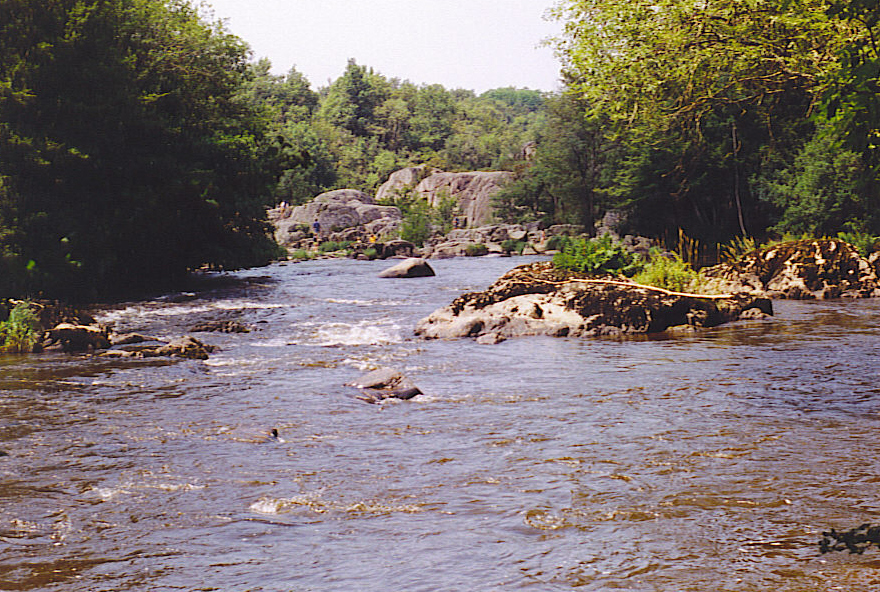
Поріг «Пекельна скеля»

Річка бере початок біля Пейрабу, у верхній течії тече на захід, потім біля міста Беллак повертає на північ. У місті Ла-Рош-Позе впадає в Крез (басейн Луари). Основні притоки — Куз, Вінку (ліві); Сем, Брам та Англен (праві).
На Гартампі розташовані міста:
- Монморійон
- Сен-Савен
- Вік-сюр-Гартамп

На річці є поріг «Пекельна скеля» (фр. Le Roc d'Enfer), який є популярним серед любителів водного туризму. Річка Гартамп популярна серед любителів риболовлі. У місті Сен-Савен на березі річки стоїть знамените абатство Сен-Савен-сюр-Гартамп, яке включене до списку об'єктів Світової спадщини ЮНЕСКО. У тому самому місті через річку перекинуто старовинний міст XII століття.